# Czesław Łapicz
Czesław Łapicz (ur. 10 lutego 1945 w Gliniszczu Małym) – polski filolog, zajmujący się slawistyką i językoznawstwem słowiańskim.

## Życiorys
W 1963 roku ukończył Liceum Ogólnokształcące w Sokółce. Następnie podjął studia z zakresu filologii polskiej na Uniwersytecie Mikołaja Kopernika w Toruniu, które ukończył w roku 1968. Osiem lat później doktoryzował się rozprawą pt. Apelatywy geograficzne w gwarach wschodniej Białostocczyzny na tle wschodniosłowiańskim. Pracę habilitacyjną zatytułowaną Kitab Tatarów litewsko-polskich. Paleografia. Grafia. Język obronił w roku 1986. Od 1990 roku jest profesorem UMK.
Jest członkiem Polskiego Towarzystwa Językoznawczego, Towarzystwa Miłośników Wilna i Ziemi Wileńskiej i Towarzystwa Naukowego w Toruniu, którego był wiceprezesem. W latach 1974–1978 pracował na Uniwersytecie Gdańskim. Pracując na UMK dwukrotnie pełnił funkcję prorektora (1993-1996 i 1999-2002). Był także dziekanem i prodziekanem Wydziału Filologicznego.

## Odznaczenia
- Medal Komisji Edukacji Narodowej (1999)
- Honorowy obywatel gminy Sokółka (2017)[1]